# Taynaq
Taynaq (tidigare ryska: Тайнаг:Tajnag) är en ort i Azerbajdzjan.   Den ligger i distriktet Ağcabädi, i den centrala delen av landet, 230 km väster om huvudstaden Baku. Taynaq ligger 102 meter över havet och antalet invånare är 810.
Terrängen runt Taynaq är platt. Närmaste större samhälle är Quzanlı, 4,7 km norr om Taynaq.
Trakten runt Taynaq består till största delen av jordbruksmark. Runt Taynaq är det ganska tätbefolkat, med 62 invånare per kvadratkilometer.